# Rock Falls Manufacturing Company
Rock Falls Manufacturing Company war ein US-amerikanischer Hersteller von Fahrzeugen.

## Unternehmensgeschichte
Das Unternehmen wurde 1878 in Sterling in Illinois gegründet. Es stellte zunächst Kutschen und Leichenwagen her. 1909 kamen motorisierte Leichenwagen dazu. 1919 war E. G. Brookfield Präsident und W. H. Thomas Chefingenieur. In dem Jahr begann die Produktion von Personenkraftwagen. Der Markenname lautete Rock Falls. 1925 endete die Produktion. Insgesamt entstanden etwa 50 Kraftfahrzeuge jährlich, darunter aber nur wenige Pkw.

## Pkw
Das erste Modell hatte einen Sechszylindermotor, der je nach Quelle von Buda oder der Continental Motors Company kam. Er leistete 52 PS. Das Fahrgestell hatte 343 cm Radstand. Die Aufbauten waren meistens Limousinen.
Später hatten die Fahrzeuge einen Sechszylindermotor von der Continental. Zunächst war er vom Typ 9 A und leistete 73 PS und später vom Typ 6 T mit 70 PS Leistung. Der Radstand betrug anfangs 345 cm und später 335 cm.
Einige Fahrzeuge wurden auf Kundenwunsch als Roadster und Tourenwagen karosseriert.